# Бёрнт Нортон

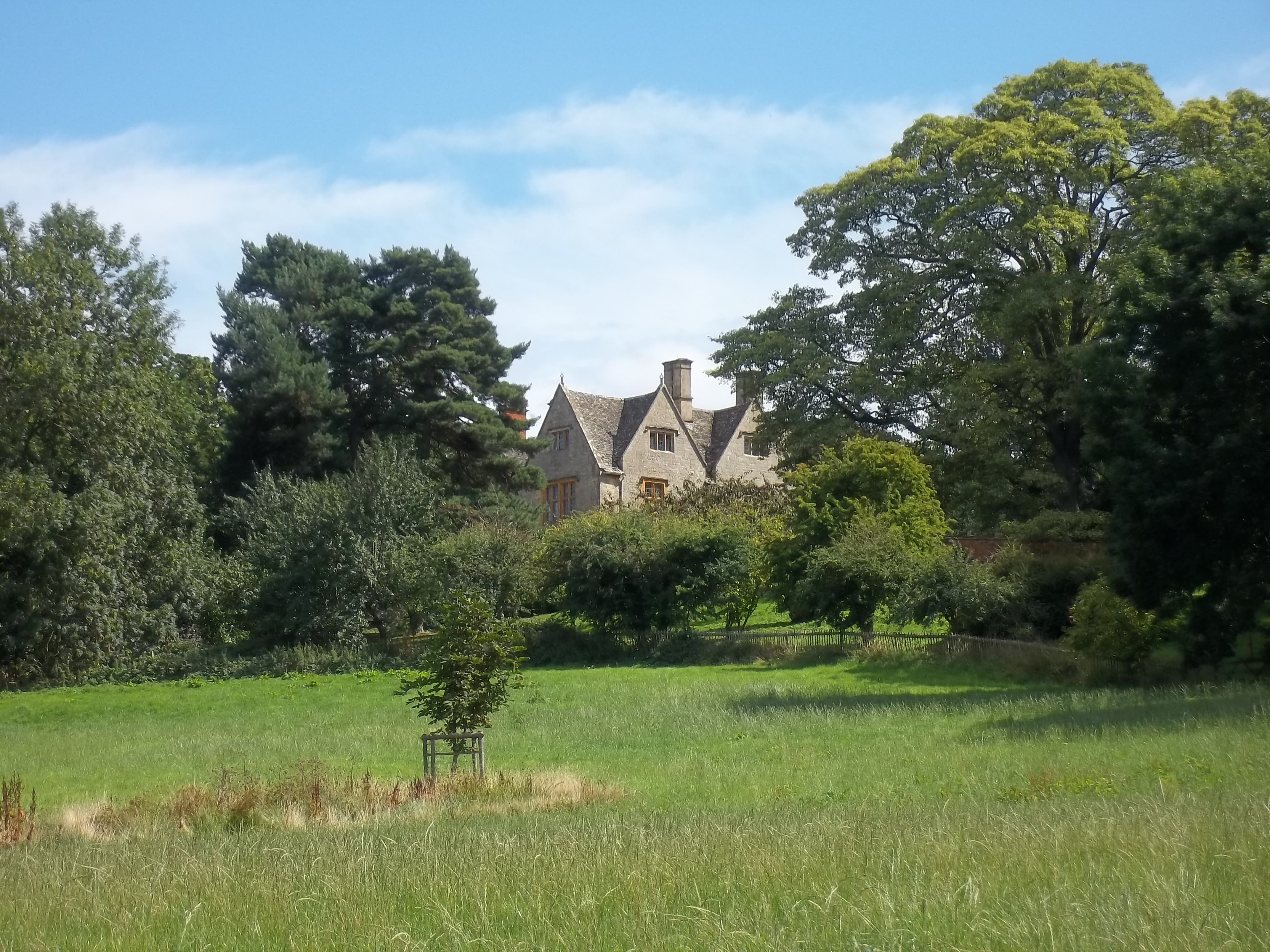
Поместье Бёрнт Нортон

«Бёрнт Нортон» (англ. Burnt Norton) — первая часть цикла поэм «Четыре квартета». Написано Томасом Элиотом в 1936 году как самостоятельное произведение после посещения поместья Бёрнт Нортон (англ.), в графстве Глостершир. Впервые опубликовано в «Collected Poems 1909—1935» в 1936 году, отдельно, вне сборника, — в 1941 году.
Замысел поэмы сложился по написании «Убийства в соборе», поэтому использовались черновик этой драмы.
Эпиграфом стали размышления Гераклита Эфесского:
1. Слово означает для всех одно, но большинство людей живёт так, как если бы каждый понимал его смысл по-своему. Гераклит I, 77, 2
2. Путь туда тот же, что и путь обратно. Гераклит I, 89, 60

Начало поэмы определяет замысел всей поэмы:

Настоящее и прошедшее,

Вероятно, наступят в будущем,

Как будущее наступало в прошедшем.

Если время всегда настоящее,

Значит, время не отпускает.
Аллюзия на текст Библии, например, Екклесиаст, 3,14-15.
Время как противоречивое первоначало: оно создает и оно уничтожает, предаёт забвению и сохраняет то, что достойно вечности.
Поэма содержит аллюзии и переклички с частью «Рай» «Божественной комедии» Данте.
Лана Дель Рей прочитала отрывок поэмы и записала его как сингл для альбома «Honeymoon». Отрывок поэмы длится около минуты под тихую и медленную загадочную мелодию.
В фантастической комедии «Зависнуть в Палм-Спрингс» Найлз, главный герой, цитирует Рою строки поэмы: «Ненаставшее и наставшее / Всегда ведут к настоящему.»